# Waldemar Deonna
Pour les articles homonymes, voir Deonna.
Waldemar Deonna (Cannes, 24 septembre 1880 - Genève, 3 mai 1959) est un archéologue, historien et photographe suisse. Il a été professeur à l’Université de Genève, directeur du Musée d'art et d'histoire de Genève et conservateur du Musée archéologique de Genève (Suisse).

## Biographie
Waldemar Deonna naît le 24 septembre 1880 à Cannes. Son père, Auguste-Henri Deonna, est vice-consul du Danemark, de Suède et de Norvège ; sa mère, Marie-Augusta Bönecke, est Danoise.
Il obtient une licence ès lettres à l’Université de Genève en 1903. À partir de 1904, il entreprend, dans le cadre de ses études, des recherches de terrain en archéologie classique. De 1906 à 1908, en tant que membre étranger de l’École française d'Athènes, il participe à plusieurs campagnes de fouilles en Grèce (à Thasos, Délos et Delphes). En 1907, à Genève, il soutient sa thèse de doctorat, intitulée Les Statues de terre cuite dans l’Antiquité : Sicile, Grande-Grèce, Étrurie et Rome.
Il occupe ensuite, de 1908 à 1911, le poste de professeur suppléant d’archéologie à la Faculté des Lettres de l'Université de Genève. En 1912, il intègre les rangs des privat-docents et publie parallèlement le triptyque L’Archéologie, sa valeur, ses méthodes. Ces travaux lui vaudront le prix Bordin (Antiquité classique) 1914 de l’Académie des inscriptions et belles-lettres.
En 1920, il est nommé professeur extraordinaire d’archéologie classique à Genève, puis confirmé en 1925 en tant que professeur ordinaire d’archéologie classique. Il occupe cette chaire jusqu’en 1955. Il a alors déjà à son actif plus de 300 publications. Parallèlement, il occupe le poste de directeur du musée d'art et d'histoire de Genève de 1920 à 1951, où il s’occupe des collections anciennes. En 1957, sa bibliographie dépasse les 800 titres.
Il meurt à Genève le 3 mai 1959.

## Recherches et travaux

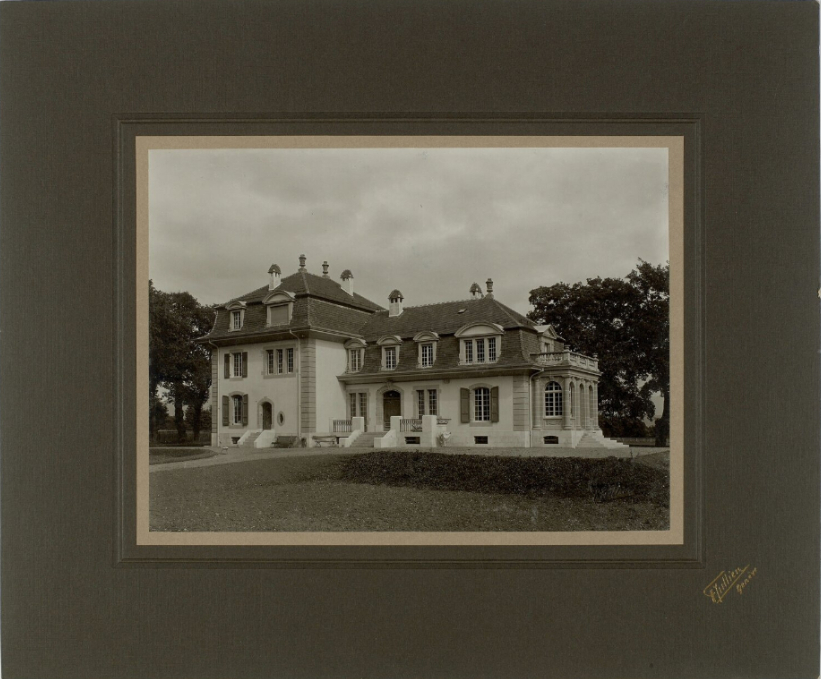
La maison de Deonna à Cologny en 1913.

Ses recherches historiques et philologiques recouvrent un très large spectre, dans le cadre d'une exégèse de la symbolique universelle, allant « de l’archéologie classique à l’histoire comparée des religions, de l’archéologie médiévale à l’histoire de Genève, de la muséographie à l’histoire de l’art contemporain et de l’histoire des mythes à la psychologie collective ».
Son travail suit principalement la ligne méthodologique de Hermann Usener, mais l’étendue de son érudition et de ses centres d’intérêt, « la nouveauté de sa lecture du “classique” dans son “éternel présent” le placent aux côtés des grands genevois du début du XXe siècle, comme Théodore Flournoy et Ferdinand de Saussure, et de ces quelques noms - avec Aby Warburg et, à Genève, Jean Starobinski - qui ont donné forme à la profonde unité qui réunit monde païen et monde chrétien ».
La « Bibliographie des travaux de Waldemar Deonna 1904-1956 », publiée en 1957 en ouverture du volume collectif Hommages à Waldemar Deonna, contient déjà 806 titres, auxquels il faudrait ajouter ses dernières œuvres et celles publiées de manière posthume.
Ses recherches archéologiques portent sur la Grèce antique et plus particulièrement sur Délos.  En outre, il s’intéresse aussi très longuement à la vie quotidienne des Romains.
Par ailleurs, ses travaux concernent également les rapports entre monde classique et monde moderne, ainsi qu'entre mythes païens et rites chrétiens. Il se penche, par exemple, sur « les “superstitions”, les survivances latentes dans les formes répétitives des traditions et des ornements domestiques, l’hagiographie médiévale, la morphologie du fantastique dans l’art, la psychologie collective et les grands symboles de l’art sacré ». Ces recherches trouvent leur accomplissement dans Du Miracle grec au miracle chrétien. Classiques et primitivistes dans l’art, publié en trois forts volumes entre 1946 et 1948.
Deonna pousse ses observations d’histoire comparée jusqu’aux avant-gardes du XXe siècle, dans Futuristes d’autrefois et d’aujourd’hui, en 1912, Poésie contemporaine et art antique, en 1920, ou bien Ingres et l’imitation de l’antique, en 1921, et Enquête sur le cinéma, toujours en 1921. On lui doit également Un Art nouveau. Le tactilisme, texte de 1923, Pensée primitive et poésie moderne. V. Hugo : « Ce que dit la bouche d’ombre », de 1930, ou encore Poèmes figurés, de 1926.
Mais la pensée de Deonna, inspirée de Freud et surtout de Flournoy, s’attache tout particulièrement aux  fondements de l’expression artistique. En 1913, il publie « Études d’art comparé. Logique et chronologie. Simultanéité et succession » ainsi que « Quelques remarques sur la stylisation » ; puis, en 1914, « Études d’art comparé. Comment vivent et meurent les types artistiques » ainsi que L'Expression des sentiments dans l'art grec. Les facteurs expressifs ; et en 1920, « Nécessité d’une science intégrale de l’art ». Il travaille également sur le fantastique, ainsi que sur les symboles du visible et l’archéologie des mythes des avant-gardes, dont tout particulièrement le surréalisme, jusqu’à son ouvrage intitulé Le Symbolisme de l’œil.
D’autres de ces textes s’attachent à l’inconscient collectif, dont, en 1910, Comment les procédés d’expression inconscients se sont transformés en procédés conscients dans l’art grec. Peut-on comparer l’art de la Grèce à l’art du Moyen Âge ?, puis, en 1913, « À propos d’un cas de magie sympathique », jusqu’à son texte de méthodologie de 1925, « Les sciences auxiliaires de l’archéologie (Archéologie et métapsychique) ». Ses recherches dans ce domaine se sont aussi, plus précisément, attachées au cas Hélène Smith, célèbre cas « entre hystérie et glossolalie, écriture automatique et peinture de l’inconscient » dont avait traité Théodore Flournoy dans Des Indes à la planète Mars, en 1899, et auquel Deonna répond en 1932 dans De la planète Mars en Terre sainte.

## Publications récentes
En 2024 le MAH organise une exposition intitulée «Archéologie des fluides», dont Waldemar Deonna est l'"invité d'honneur".
En 2000, la ville de Genève a rendu hommage à l’archéologue et au photographe à travers un grand colloque public et une exposition intitulée :
- Waldemar Deonna. Un archéologue derrière l’objectif de 1903 à 1939, catalogue édité par Jacques Chamay, Chantal Courtois et Serge Rebetez, Genève, Musées de Genève, 2000.

Enfin, depuis les années 1990, certaines de ses œuvres font l’objet de rééditions, en France et en Italie :
- A tavola con i Romani. Superstizioni e credenze conviviali, Préface de Michel Jeanneret, Postface de Carlo Ossola, Parme, Pratiche, 1994 ;
- ΕΥΩΔΙΑ. Croyances antiques et modernes. L’odeur suave des dieux et des élus, Préface de Carlo Ossola (trad. par Nadine Le Lirzin), Turin, Nino Aragno, coll. « Europa restituta », 2003 ;
- Le Symbolisme de l’œil, Turin, Einaudi, 2004.